# Œuilly (Marne)
Œuilly ist eine französische Gemeinde mit 595 Einwohnern (Stand 1. Januar 2022) im Département Marne in der Region Grand Est (vor 2016: Champagne-Ardenne); sie gehört zum Arrondissement Épernay und zum Gemeindeverband Paysages de la Champagne. Die Bewohner werden Houlots genannt.

## Geografie
Die Gemeinde Œuilly liegt am linken, südlichen Ufer der Marne, die die nördliche Gemeindegrenze bildet, 14 Kilometer westlich von Épernay und etwa 28 Kilometer südwestlich von Reims. Während auf dem plateauartigen Gelände im Süden der Gemeinde Äcker, Wiesen und kleinere Waldgebiete vorherrschen, sind die sanft nach Norden zur Marne abfallenden Hanglagen mit Reben bestückt, die hier jeden freien Quadratmeter außerhalb der Bebauung einnehmen. Die Weine, die in Œuilly produziert werden, sind hauptsächlich Grundweine für den Champagner im Vallée de la Marne genannten Teilbereich des Weinbaugebietes Champagne, aber auch Stillweine der Appellation Côteaux Champenois. Angebaut werden die Rebsorten Pinot Noir, Pinot Meunier und Chardonnay. Die leicht nach Norden geneigten Weinlagen werden durch die Montagne de Reims vor kalten Nordwinden geschützt. Nachbargemeinden von Œuilly sind Reuil im Norden, Boursault im Osten, Saint-Martin-d’Ablois im Süden sowie Leuvrigny im Westen. Zur Gemeinde Œuilly gehören neben dem Dorf Montvoisin auch die Weiler La Cense Carrée, Le Bois Brûlé, La Ville aux Bois und La Bouloye.

## Bevölkerungsentwicklung
| Jahr      | 1962 | 1968 | 1975 | 1982 | 1990 | 1999 | 2006 | 2012 | 2021 |
| Einwohner | 353  | 366  | 418  | 475  | 583  | 581  | 632  | 613  | 626  |

Im Jahr 2017 wurde mit 648 Bewohnern die bisher höchste Einwohnerzahl ermittelt. Die Zahlen basieren auf den Daten von cassini.ehess und INSEE.

## Sehenswürdigkeiten
- Kirche Saint-Memmie mit Ursprüngen aus dem 12. Jahrhundert, als Monument historique ausgewiesen[3]
- Écomusée[4]
  - Schulmuseum (L’École 1900), Nachbau eines Klassenzimmers aus dem Jahr 1900
  - La maison ckampenoise, authentisches Winzerhaus aus dem Jahr 1642
  - La Goutte, restauriertes Küferhaus mit diversen Sammlungen
- Brunnen Notre-Dame-des-Langueurs aus dem Jahr 1897
- Brunnen La Fontaine de la Croix d’Or
- Flurkreuze
- Auf dem Friedhof an der Kirche wurden mehrere am 3. Mai 1944 abgeschossene britischer Flieger beigesetzt.

## Wirtschaft und Infrastruktur
Alles beherrschend ist in der Gemeinde der Weinbau und dessen Verarbeitung. Allein in Œuilly sind ca. 150 Winzer und andere landwirtschaftliche Betriebe ansässig.

### Verkehrsanbindung
Zwischen dem Dorf Œuilly und dem Marneufer verlaufen die ehemalige Route nationale 3 (heute D3) und die Bahnstrecke Paris–Strasbourg.
Der nächste Autobahnanschluss liegt 15 Kilometer nordwestlich in der Gemeinde Villers-Agron-Aiguizy an der Autoroute A4. Die Marnebrücke Pont Godard verbindet Œuilly mit Reuil. Weitere Straßenverbindungen bestehen nach Festigny und Saint-Martin-d’Ablois.

## Belege
1. ↑  Œuilly auf cassini.ehess
2. ↑  Œuilly auf INSEE
3. ↑  Eintrag in der Base Mérimée des Kulturministeriums. Abgerufen am 30. September 2018 (französisch).
4. ↑  Écomusée Œuilly (Memento des Originals vom 12. Oktober 2017 im Internet Archive)  Info: Der Archivlink wurde automatisch eingesetzt und noch nicht geprüft. Bitte prüfe Original- und Archivlink gemäß Anleitung und entferne dann diesen Hinweis.
5. ↑  Landwirtschafts- und Weinbaubetriebe in Œuilly auf annuaire-mairie.fr (französisch)